# Dræberkysset
Dræberkysset (originatitel: Killer's Kiss) er en amerikansk film fra 1955 af filminstruktøren Stanley Kubrick. Den er baseret på en drejebog af Howard Sackler og er sammen med Fear and Desire den eneste af Kubricks film der ikke er baseret på et allerede eksisterende litterært forlæg. 
Stilmæssigt peger filmen fremad mod Kubricks senere værker: Kubrick benytter sig allerede på dette tidlige tidspunkt af bevidste brud på de almindelige regler for kameraføring (180-graders-reglen) for at skabe en følelse af desorientering hos tilskueren. Brugen af mannequindukker peger frem mod A Clockwork Orange, og brugen af negativoptagelser peger frem mod 2001: A Space Odyssey. Filmen er tilvejebragt for et minimalt budget og betragtes som Kubricks gennembrudsfilm.